# Аграрник-Авангард (Білопілля)
Футбольний клуб «Аграрник-Авангард» Білопілля — український аматорський футбольний клуб із Білопілля Сумської області. Виступає у чемпіонаті та кубку Сумської області. Домашні матчі приймає на стадіоні «Авангард» імені Білонога в Білопіллі.

## Попередні назви команди
- «Авангард» (Білопілля) — до 2016 року

## Досягнення
- Чемпіонат Сумської області:
 Срібний призер (3): 2021, 2023, 2024[1]
- Кубок Сумської області:
 Фіналіст: 1975
- Суперкубок Сумської області
 Переможець: 2024[2]
- Перша ліга чемпіонату Сумської області:
 Переможець (3): 1998, 2020, 2022
 Бронзовий призер: 2013
- Кубок Геннадія Свірського:
 Переможець: 2023[3]
- Кубок області на честь ЗСУ

 Переможець: 2025
- Кубок Михайла Фоменка:
 Переможець: 2023[5]
- Чемпіонат області ФСТ «Колос»
  -  Срібний призер: 2010[6]
  -  Бронзовий призер: 2011
- Кубок області ФСТ «Колос»
  -  Переможець: 2010[7][8]